# Frankkiss
Frankkiss（フランキス、2001年2月2日 - ）は、日本のMC。愛媛県松山市出身。

## 来歴
両親の影響で、幼少期からダンス、ボーカル、ミュージカル、CM出演等、数々の舞台やメディアに出演をしていた過去を持ち、弱冠14歳にしてアーティストとしてのキャリアもスタートさせる。2018年・2019年には第14回・第15回BAZOOKA!!! 高校生RAP選手権に二度出場し、名前を広げる（第14回はLoco（ロコ）名義、第15回はLoco Frankkiss（ロコ フランキス）名義で出場）。2020年にはFrankkiss（フランキス）としての活動を開始し、2021年には百足、Lil King、KAHOH、2022年にはSKRYUなど数々のアーティストとの客演が話題を集め、ヒップホップの枠にとらわれない音楽性が評価され、幅広い層からの支持を得ている。

## 作品
| 発売日         | タイトル                   |
| -------------- | -------------------------- |
| 2021年2月17日  | Groovy My True             |
| 2021年11月25日 | Just Tonight (feat. KAHOH) |
| 2021年11月30日 | Because of you             |